# Listoghil
Die Megalithanlage von Listoghil (irisch Lios an tSeagail) liegt auf dem höchsten Punkt des steinzeitlichen Gräberfeldes von Carrowmore und ist mit etwa 34 Meter Durchmesser das größte Denkmal unter den erhaltenen Anlagen von Carrowmore im County Sligo in Irland.
Es trägt seit der Monumentaufnahme von George Petrie im Jahre 1837 die Bezeichnung Carrowmore 51.

## Beschreibung

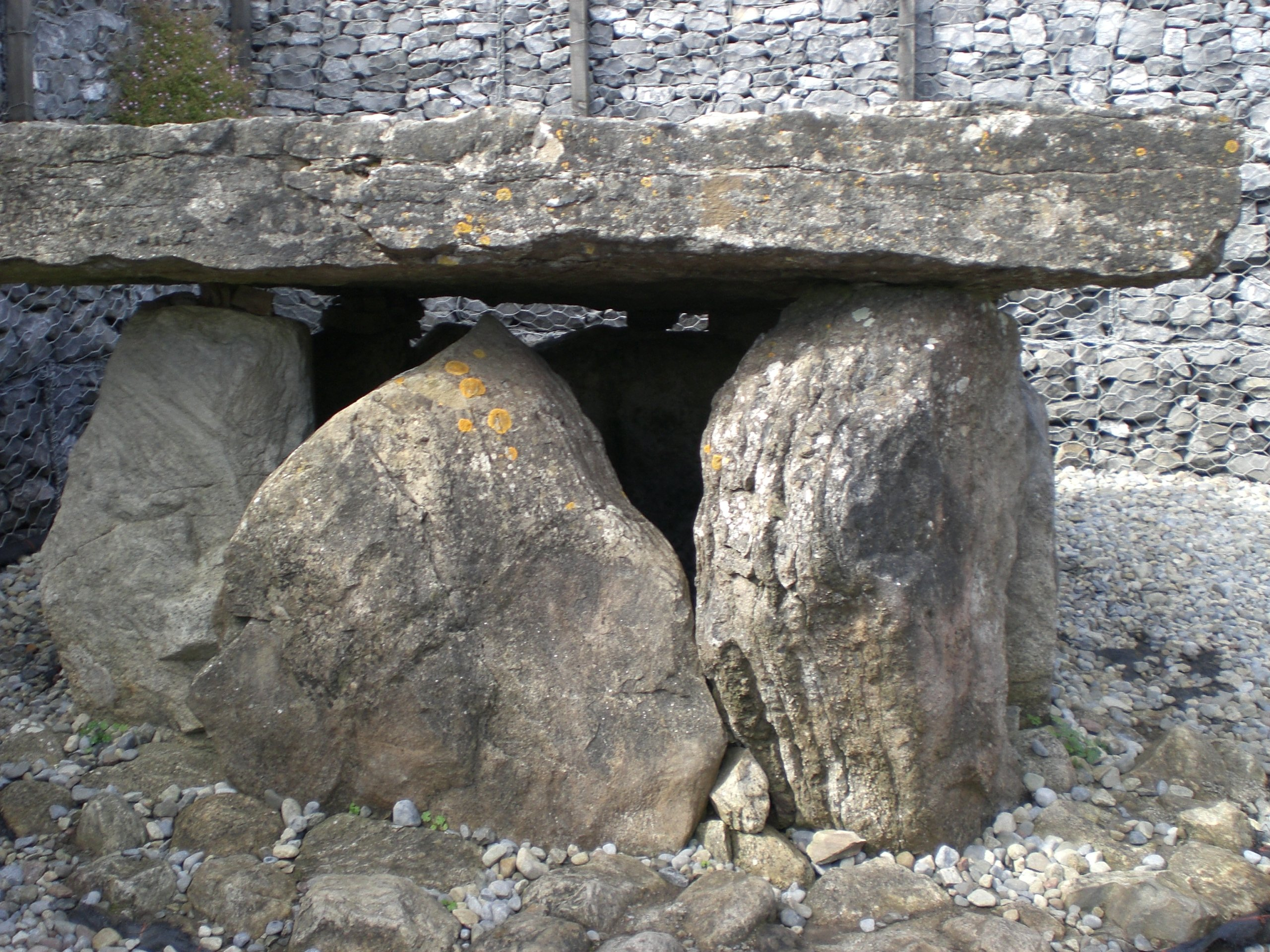
Der Dolmen

Listoghil ist ein Passage Tomb, das von einer Gruppe von etwa halb so großen Dolmen umgeben ist. Im Gegensatz zu ihnen liegt das Denkmal eingetieft im Boden unter einem teilweise erhaltenen Cairn.
Listoghil wurde zwischen 3640 und 3380 v. Chr. errichtet. Die Kammer hat sechs Tragsteine und eine übergroße Kalksteinplatte als Deckstein. Sie ist ein seltenes Beispiel für megalithische Kunst außerhalb des Boyne Valley in Form von konzentrischen Kreisen bzw. einem abnormen Dreifuß. Als Arbeiter, die Steine für den Straßenbau suchten, die Kammer entdeckten, wurde die Zerstörung des Cairns eingestellt.
Aus dem 18. Jahrhundert stammen Hinweise, dass ein anderer Grabhügel in der Nähe (Leacharail) läge, wurden bisher nicht bestätigt.